# Gothic Summer
Gothic Summer è il sesto album in studio del duo musicale australiano The Veronicas, pubblicato il 22 marzo 2024 dall'etichetta statunitense Big Noise.

## Descrizione
Annunciato nell'ottobre del 2023 e pubblicato nel marzo 2024, il disco è stato principalmente scritto dalle sorelle Origliasso insieme a John Feldmann, che ne ha anche curato la produzione. È il primo album a essere pubblicato dall'etichetta discografica Big Noise, dopo la firma del duo nel 2022.

In un'intervista per il periodico Rolling Stone, Jessica Origliasso ha così descritto il progetto:

## Tracce
1. Perfect – 2:33 (Jessica Origliasso, Lisa Origliasso, John Feldmann, Sierra Deaton, Travis Barker)
2. Detox – 3:00 (Jessica Origliasso, Lisa Origliasso, John Feldmann, Jordan Brasko Gable)
3. Here to Dance – 2:05 (Jessica Origliasso, Lisa Origliasso, John Feldmann, Cate Downey)
4. Savage (feat. Kerser) – 3:13 (Jessica Origliasso, Lisa Origliasso, John Feldmann, Scott Froml)
5. Invisible – 3:04 (Jessica Origliasso, Lisa Origliasso, John Feldmann, Sierra Deaton)
6. Ribcage – 3:01 (Jessica Origliasso, Lisa Origliasso, John Feldmann, Sierra Deaton)
7. Jungle – 2:19 (Jessica Origliasso, Lisa Origliasso, John Feldmann, Sierra Deaton)
8. Perfect (Acoustic) – 2:31 (Jessica Origliasso, Lisa Origliasso, John Feldmann, Sierra Deaton, Travis Barker)

## Formazione
- The Veronicas
  - Jessica Origliasso – voce
  - Lisa Origliasso – voce
- John Feldmann – produzione, missaggio, mastering
- Connor Daniel – produzione aggiuntiva, missaggio, ingegneria del suono, chitarra
- Scot Stewart – produzione aggiuntiva, missaggio, ingegneria del suono, chitarra
- Dan Trapp – produzione aggiuntiva, ingegneria del suono, chitarra
- Dylan McLean – produzione aggiuntiva, missaggio, ingegneria del suono
- Ryan Linvill – coproduzione (tracce 1 e 8)

## Successo commerciale
L'album debutta al sesto posto della classifica australiana, diventando la sesta pubblicazione in studio del duo a essere entrata nella top-ten in Australia.

## Classifiche
| Classifica (2024) | Posizione massima |
| ----------------- | ----------------- |
| Australia         | 6                 |

## Date di pubblicazione
| Data           | Etichetta | Formato               |
| -------------- | --------- | --------------------- |
| 22 marzo 2024  | Big Noise | CD, download digitale |
| 26 aprile 2024 | Big Noise | LP                    |